# Ternes (metropolitana di Parigi)
Ternes è una stazione della linea 2 della metropolitana di Parigi.
Il nome deriva dall'antica residenza del vescovo di Parigi, situata al di fuori della città e chiamata Villa Externa, da cui prese il nome l'attuale quartiere, che inizialmente faceva parte di Saint-Denis, poi di Neuilly-sur-Seine, e infine è stato annesso a Parigi.

## Localizzazione
La stazione si trova in una curva sotto place des Ternes, tra la parte meridionale dell'avenue de Wagram e lo sbocco del boulevard de Courcelles. Orientata lungo un asse nord-est/sud-ovest, è inserita tra le stazioni Charles de Gaulle-Étoile e Courcelles.